# Torlačtina
Torlačtina (srbochorvatsky: Torlački / Торлачки, bulharsky: Торлашки) je skupina jihoslovanských dialektů. Je to jazyk vzniklý smíšením srbštiny (srbochorvatštiny) a bulharštiny. Někdy se považuje dialekt srbochorvatštiny, někdy za dialekt bulharštiny. UNESCO řadí torlačtinu mezi ohrožené jazyky.

## Rozšíření
S torlackými dialekty se lze setkat v Srbsku (i v Kosovu), Bulharsku, Makedonii, Rumunsku a Albánii.
- V Srbsku se torlacky mluví v jihovýchodním konci země (okolí města Niš)
- V Bulharsku se torlacky mluví v severozápadním cípu země
- V Makedonii se torlačtina používá na severu země (okolí města Kumanovo)
- Torlačtinu používá také část Srbů žijících v Kosovu
- Torlacký dialekt požívají též Chorvati v Rumunsku, v okrese Caraș-Severin (v oblasti zvané Banát)

### Goranština
Goranština je nářečí, které se někdy řadí k torlackým dialektům, jindy ne. Používají ho Gorani, slovanský národ blízký Makedoncům, vyznávající islám. Gorani žijí převážně v Kosovu, v menší míře taky v Albánii a Makedonii.

## Zařazení
Existuje několik teorií o zařazení torlackých dialektů. Někdy se berou jako přechod mezi srbštinou a bulharštinou, nebo jako smíšený jazyk. Jiné teorii řadí torlačtinu mezi srbochorvatštinu nebo srbštinu. Bulharští lingvisté řadí torlačtinu mezi bulharštinu. Makedonští lingvisté řadí torlacký dialekt z oblasti kolem Kumanova mezi dialekty makedonštiny.

## Národy mluvící torlacky
Torlacky mluví především Srbové, Bulhaři, Makedonci, Gorani a Karaševští Chorvati. 